# Nikes
 (août 2019).
Si vous disposez d'ouvrages ou d'articles de référence ou si vous connaissez des sites web de qualité traitant du thème abordé ici, merci de compléter l'article en donnant les références utiles à sa vérifiabilité et en les liant à la section « Notes et références ».
Nikes est une chanson du chanteur Frank Ocean. Sortie le 20 août 2016, elle est issue de l'album Blonde. 

## Historique
Le clip de ce single est sorti sur sa page Instagram en vidéo IGTV.